# Vörstetten
Vörstetten là một thị xã nằm ở huyện Emmendingen thuộc bang Baden-Württemberg, Đức. Đô thị này có diện tích 7,88 km², dân số thời điểm 31 tháng 12 năm 2020 là 3124 người.

## Thị trưởng
- Karl Adolf Bolz (1945–1948)
- Karl Joseph Reisacher (1948–1957)
- Heinz Erhard Ritter (1957–1977)
- Karl Heinz Beck (1977–2009)
- Lars Brügner (2009)

## Địa phương kết nghĩa
- L'Étrat, Pháp
- La Tour-en-Jarez, Pháp